# Unidades de Organización Tierra-Aire
Lista de unidades Tierra-Aire de la Luftwaffe.

## III Comandos Aéreos

### Comandos de Aeródromos E
- 6º Comando de Aeródromo E

## IV Comandos Aéreos

### Comandos de Aeródromos E
- Comando de Aeródromo E 6/IV
- Comando de Aeródromo E 34/IV
- Comando de Aeródromo E 42/IV

## VI Comandos Aéreos

### Comandos de Bases Aéreas
- Comando de Base Aérea 1/VI
- Comando de Base Aérea 2/VI
- Comando de Base Aérea 3/VI
- Comando de Base Aérea 4/VI
- Comando de Base Aérea 5/VI
- Comando de Base Aérea 6/VI
- Comando de Base Aérea 7/VI

## VII Comandos Aéreos

### Comandos de Bases Aéreas
- Comando de Base Aérea 4/VII
- 6º Comando de Base Aérea
- Comando de Base Aérea 11/VII
- Comando de Base Aérea 12/VII
- Comando de Base Aérea 13/VII
- Comando de Base Aérea 14/VII

### Comandos de Aeródromos A (o)
- Comando de Aeródromo A (o) 12/VII
- Comando de Aeródromo A (o) 13/VII
- Comando de Aeródromo A (o) 14/VII
- Comando de Aeródromo A (o) 15/VII
- Comando de Aeródromo A (o) 16/VII
- Comando de Aeródromo A (o) 17/VII
- Comando de Aeródromo A (o) 18/VII
- Comando de Aeródromo A (o) 19/VII
- Comando de Aeródromo A (o) 20/VII
- Comando de Aeródromo A (o) 21/VII
- Comando de Aeródromo A (o) 22/VII
- Comando de Aeródromo A (o) 23/VII
- Comando de Aeródromo A (o) 24/VII
- Comando de Aeródromo A (o) 28/VII
- Comando de Aeródromo A (o) 29/VII
- Comando de Aeródromo A (o) 30/VII
- Comando de Aeródromo A (o) 31/VII
- Comando de Aeródromo A (o) 32/VII
- Comando de Aeródromo A (o) 33/VII
- Comando de Aeródromo A (o) 34/VII
- Comando de Aeródromo A (o) 35/VII
- Comando de Aeródromo A (o) 36/VII

### Comandos de Aeródromos E
- Comando de Aeródromo E 3/VII

### Comandos de Aeródromos E (v)
- Comando de Aeródromo E (v) 206/VII
- Comando de Aeródromo E (v) 208/VII
- Comando de Aeródromo E (v) 223/VII

## VIII Comandos Aéreos

### Comandos de Aeródromos E (v)
- 202.º Comando de Aeródromo E (v)
- Comando de Aeródromo E (v) 206/VIII
- Comando de Aeródromo E (v) 215/VIII
- Comando de Aeródromo E (v) 222/VIII

## XI Comandos Aéreos

### Comandos de Aeródromos E
- Comando de Aeródromo E 9/XI
- Comando de Aeródromo E 23/XI
- 69.º Comando de Aeródromo E

## XII Comandos Aéreos

### Comandos de Bases Aéreas
- Comando de Base Aérea 1/XII
- Comando de Base Aérea 2/XII
- Comando de Base Aérea 11/XII

### Comandos de Aeródromos A
- Comando de Aeródromo A 205/XII
- Comando de Aeródromo A 216/XII
- Comando de Aeródromo A 222/XII
- Comando de Aeródromo A 235/XII

### Comandos de Aeródromos A (o)
- Comando de Aeródromo A (o) 2/XII
- Comando de Aeródromo A (o) 3/XII
- Comando de Aeródromo A (o) 4/XII
- Comando de Aeródromo A (o) 5/XII
- Comando de Aeródromo A (o) 6/XII
- Comando de Aeródromo A (o) 7/XII
- Comando de Aeródromo A (o) 8/XII
- Comando de Aeródromo A (o) 12/XII
- Comando de Aeródromo A (o) 13/XII
- Comando de Aeródromo A (o) 14/XII
- Comando de Aeródromo A (o) 15/XII
- Comando de Aeródromo A (o) 16/XII
- Comando de Aeródromo A (o) 17/XII
- Comando de Aeródromo A (o) 18/XII
- Comando de Aeródromo A (o) 19/XII
- Comando de Aeródromo A (o) 20/XII

### Comandos de Aeródromos E
- Comando de Aeródromo E 15/XII
- Comando de Aeródromo E 24/XII
- Comando de Aeródromo E 28/XII

### Comandos de Aeródromos E (v)
- Comando de Aeródromo E (v) 204/XII
- 211.º Comando de Aeródromo E (v)
- Comando de Aeródromo E (v) 214/XII
- Comando de Aeródromo E (v) 218/XII
- Comando de Aeródromo E (v) 220/XII
- Comando de Aeródromo E (v) 225/XII

## XIII Comandos Aéreos

### Comandos de Bases Aéreas
- Comando de Base Aérea 1/XIII
- Comando de Base Aérea 4/XIII

### Comandos de Aeródromos E
- Comando de Aeródromo E 61/XIII

## XVII Comandos Aéreos

### Comandos de Aeródromos A (o)
- Comando de Aeródromo A (o) 102/XVII

### Comandos de Aeródromos E
- Comando de Aeródromo E 4/XVII
- Comando de Aeródromo E 14/XVII